# Test du dessin de la famille

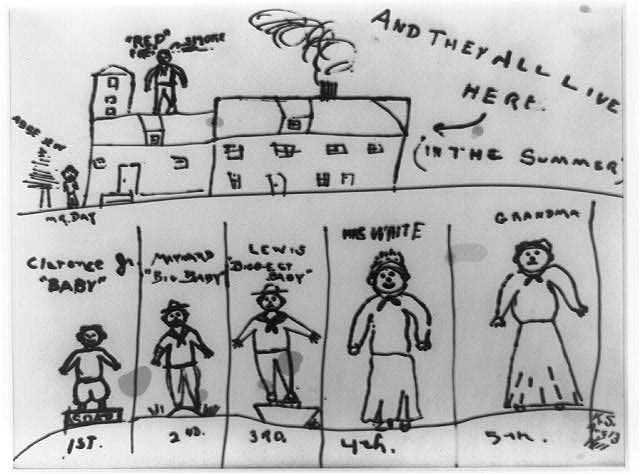
Dessin d'enfant de la famille Clarence White.

Le test du dessin de la famille, comme le test du dessin du bonhomme, est un test projectif et d'évaluation clinique, principalement utilisé dans le domaine de la psychologie et pédopsychiatrie pour évaluer la manière dont l'enfant se représente dans sa famille, comment il perçoit les relations avec la fratrie, les parents et éventuellement la parenté élargie, des proches aidants ou des parents de substitution. Il permet, notamment chez un enfant non verbal, ou ne parlant pas la langue du thérapeute d'évaluer d'une part la maturité émotionnelle et psychologique de l'enfant et d'autre part le style de communication du système familial, ainsi que d'identifier d'éventuels conflits au sein de ce système, avec un ou plusieurs autres membres de la famille.
Il consiste à demander à une personne (enfant de 5 à 16 ans le plus souvent) de dessiner une famille. Ce test est parfois aussi utilisé avec des adultes.
- Approche normative (centrée sur les éléments du dessin : type de trait, taille, placement et détails, qui peuvent révéler des informations sur la perception de soi par l'enfant, et sur ses relations avec autrui et son environnement).
- Approche qualitative (centrée sur le symbolisme des représentations graphiques).

## Principe
Le principe sous-jacent au test est que : « L'enfant porteur d'un handicap est susceptible d'avoir une représentation déficiente de son propre corps (schéma corporel disproportionné ou déformé) et une image du corps altérée, s'il baigne dans un milieu non accueillant, voire rejetant ».
Il peut être préalable au test du dessin des contextes alimentaires,,.
Ce test peut aussi être utilisé avec des adultes (par exemple pour mieux comprendre les relations entre des proches aidant d'une fratrie et une personne âgée).

## Histoire
Ce test a été créé, enseigné et pratiqué par Maurice Porot (1952) et Louis Corman (1970).
Il peut être utilisé dans le dialogue thérapeute-enfant, mais aussi en thérapie familiale.
Des pédopsychiatres comme Sofia Chraibi, Sonia Harrati et David Vavassori (en 2012) en proposent une autre utilisation, aux visées plus « psychanalytique » : ils se servent de cette création (le dessin, demandé à l'enfant durant l'entretien préliminaire à une thérapie lors de la première demande de consultation avec l'enfant et ses parents) comme d'un support pour le transfert ; c'est alors la parole émise autour et en dehors du dessin produit qui les intéressent, le dessin étant « propice au déploiement de phénomènes inconscients (projection, identification, déplacement, lapsus…) »,. Selon eux on peut appliquer à ce test « les propos de Nina Rausch de Traubenberg sur le test de Rorschach au test du dessin de la famille : « Proposer [le dessin de la famille] à un sujet n'est pas lui faire dire ce qu'il ne veut pas dire, mais plutôt lui permettre d'exprimer ce qu'il ne peut pas dire en termes clairs » (Rausch de Traubenberg, 1986, p. 660), et ce d'autant plus lorsqu'il s'agit de jeunes enfants ». Le thérapeute peut ainsi plus facilement comprendre si le symptôme qui a conduit les parents à consulter est propre à l'enfant (conflit psychique personnel) ; ou si le thérapeute a affaire à un « enfant-symptôme » d'un problème de dynamique familiale, qui invite à une approche systémique du mode de fonctionnement parental/familial, en recherchant d'éventuelles pathologie du lien, source de troubles de l'attachement) ; ou encore s'il s'agit d'un symptôme déplacé par les parents sur l'enfant, « masquant en fait une demande parentale implicite, qu'il faudra reconnaître comme telle lors de l'entretien préliminaire ».
Christian Brassac et Marie-Claude Mietkiewicz ont, en 2008, proposé une version du test où la fratrie dessine conjointement une famille, tout en étant filmée, ce qui permet d'aussi analyser le processus interactionnel d'élaboration conjointe d'un dessin (co-dessiné par la fratrie ou la famille).

## Protocole
Une feuille de papier A4 et un crayon à papier, une gomme, des feutres… sont donnés à l'enfant qui est installé dans une position confortable pour dessiner, avec une consigne claire et simple (la consigne proposée par L. Corman est de dessiner « une famille, une famille que tu imagines, de ton invention »). 	
- Si l’enfant est très jeune ou présente un retard de développement, le thérapeute vérifie qu'il comprend le sens de l'expression « sa famille »).
- Le thérapeute explique aussi que ce dessin est pour lui, et qu'il gardera le dessin.
L'enfant est ainsi placé en position active et créatrice dans la relation.

## Ce que révèle le test
C'est l'un des nombreux tests qui peuvent être utilisés dans l'examen psychologique par exemple pour mieux comprendre l'origine de difficultés relationnelles, scolaires, etc. ; le dessin offre un aperçu des sentiments, émotions et préoccupations de l'enfant au moment où il dessine. Le dessin est un moyen symbolique lui permettant d'exprimer des choses sur lesquelles il est difficile de mettre des mots.
L'interprétation du test se base sur les mécanismes associés à la projection. En s'appuyant sur une analyse quantitative et/ou qualitative, en rapport à une codification préétablie, le professionnel s'intéresse aux caractéristiques de la famille dessinée par l'enfant, et peut ensuite comparer ce dessin avec la réalité du contexte familial.
L'analyse s'appuie sur des « étalonnages » du test, basés sur le type formel de dessin généralement associé à tel ou tel âge ou au degré de maturité de l'enfant (voir à ce propos le test du dessin du bonhomme, où selon l'âge et l'évolution de l'enfant, on attend d'abord le Bonhomme Têtard (vers 3 ans), puis le Bonhomme conventionnel, avec des détails tels que les yeux, le nez et la bouche, puis les oreilles, les cheveux (vers l'âge de 4 - 5 ans), puis le Bonhomme réaliste à partir de 9 à 12 ans). La taille des personnages, leurs positions respectives, leurs attitudes, la présence d'un sourire ou de larmes, font partie des nombreux éléments susceptibles de donner des pistes que le thérapeute pourra exploiter avec l'enfant et, le cas échéant, avec les parents.
Les variations individuelles sont importantes, parfois aussi dues au contexte ethnique et socioculturel, au fait d'être gaucher (contrarié ou non) à un handicap ou à une instabilité psychomotrice. Chaque enfant se développe à son rythme mais certains jalons développementaux sont attendus à des âges spécifiques. Ce sont eux, qui avec d'autres indices, guident les professionnels pour distinguer les dessins correspondant à un développement typique de ceux qui pourraient indiquer un retard ou une difficulté particulière.
Parfois, l'enfant introduit spontanément aussi un dessin de la maison.
Le thérapeute peut inviter l'enfant à expliquer son dessin, à dire à qui il s'identifierait le plus volontiers. Si l'enfant dessine une personne décédée ou disparue, des cadavres, ou omet de dessiner l'un des parents ou membres de la fratrie, ce sont des indices de souffrance, de déni ou de refus conscient ou inconscient (suppression symbolique, refus du deuil) qui pourront être discutés avec le thérapeute.